# فاضل بيات
فاضل بيات، باحث ومؤرخ عراقي.

## سيرته
ولد الدكتور فاضل بيات عام 1946 في محافظة كركوك،	أكمل الدراسة الجامعية (البكالوريوس) بكلية الآداب/ جامعة بغداد (1969/1970)،	حصل على شهادة الدكتوراه من جامعة آنقرة/ تركيا في التاريخ الإسلامي (1975) (الماجستير والدكتوراه بمرحلة واحدة)، عنوان الرسالة (وهي باللغة التركية) الأتراك في العراق في العصر السلجوقي.
عمل بوظيفة عضو هيئة تدريس بجامعة بغداد اعتبارا من سنة 1978 وحتى سنة 1996 ومارس التدريس في كليتي الآداب واللغات وبأقسام التاريخ والدراسات الشرقية واللغة التركية.
نال شهادة الدكتوراه في التاريخ من جامعة أنقرة سنة 1975، عمل استاذا للتاريخ واللغة التركية بكليتي الآداب واللغات بجامعة بغداد ما بين عام 1978 إلى عام 1996، ثم بجامعة آل البيت الأردنية (1996 → 2002). وباحثا رئيسا زائرا في لجنة تاريخ بلاد الشام بالجامعة الأردنية (2002- 2007). 
• يعمل منذ سنة 2007 خبيرا في مركز الابحاث للتاريخ والفنون والثقافة الإسلامية (إرسيكا) التابع لمنظمة التعاون الإسلامي (استانبول).(باستثناء سنة واحدة 2011-2012 حيث اعيد إلى وظيفته في قسم التاريخ بجامعة بغداد، ولكنه اضطر إلى الإحالة على التقاعد.)
.التخصص الدقيق والاهتمام العام: تاريخ الأتراك، الدولة العثمانية، تاريخ العرب في العهد العثماني، النظم العثمانية، الوثائق العثمانية، المصطلحات العثمانية.
.يجيد اللغة العربية (بمستوى عال) واللغة العثمانية واللغة التركية الحديثة (لغة أم). 
•خبرة علمية واسعة في قراءة الوثائق العثمانية بمراحلها وخطوطها المختلفة وبضمنها المكتوبة بخط السياقة والديواني وترجمتها إلى اللغة العربية وتحليلها من الناحية العلمية.
•شارك في عشرات المؤتمرات والندوات العلمية التي نظمت في الدول المختلفة. 
•نشر أكثر من مائة مقالة صحفية في مختلف المجالات الثقافية والتاريخية والأدبية واللغوية.
•ألف وأعدّ وترجم ونشر أكثر من 30 كتابا وعشرات البحوث والدراسات الاكاديمية
•أصدر مجلة كلية اللغات بجامعة بغداد «النتاج العلمي لكلية اللغات» وهي بلغات مختلفة (1989-1990).

## المرتبات العلمية التي نالها
1. أستاذ مساعد 1978
2. أستاذ مشارك 1982
3. أستاذ 1989

يولي الدكتور فاضل بيات كل اهتماماته العلمية لدراسة تاريخ العرب في العهد العثماني في ضوء الوثائق والمصادر العثمانية. وقد نشر العشرات من البحوث والدراسات في مجال التاريخ واللغة التركية باللغتين العربية والتركية.

## قائمة بأسماء الكتب والبحوث العلمية

### الكتب
أولا: كتب في تاريخ العرب في العهد العثماني:
1.	رحلة سويله مز اوغلو إلى بلاد الشام - دراسة وترجمة وتحقيق، جامعة آل البيت2000م.(تُرجم النص من اللغة العثمانية).
2-	دراســات في تاريخ العرب في العهد العثماني - رؤية جديدة في ضـوء الوثائق والمصـادر العثمانيـة: ويتضمن الكتاب 12 دراسة أكاديمية نشر قسم منها والقسم الآخر ينشر لأول مرة، بيروت/ دار المدار الإسلامي 2003 (في 488 صفحة) والدراسات الواردة فيه هي:
1. أ. السيطرة العثمانية على العراق- دراسة تاريخية في ضوء المصادر العثمانية (ينشر لأول مرة)
2. ب. السيطرة العثمانية على بلاد الشام- دراسة تاريخية في ضوء المصادر العثمانية (ينشر لأول مرة)
3. ج. السيطرة العثمانية على مصر- دراسة تاريخية في ضوء المصادر العثمانية (ينشر لأول مرة)
4. د. الأوضاع الاقتصادية والإدارية في الأيالات العربية في القرن السادس عشر الميلادي- قراءة في أفكار المؤرخ العثماني مصطفى نوري باشا
5. هـ. الزعامات المحلية في بلاد الشام في النظام الإداري العثماني (1516-1832)- دراسة تاريخية في ضوء الوثائق والمصادر العثمانية (ينشر لأول مرة)
6. و. شرقي الأردن في النظام الإداري العثماني 1516-1740"- في ضوء الوثائق العثمانية
7. ز. التقسيمات الإدارية للأردن في العهد العثماني/ دراسة تاريخية في ضوء السالنامات العثمانية
8. ح. من مصادر تاريخ العرب الحديث: السالنامات العثمانية مصدرا لدراسة التاريخ المحلي
9. ط. التعليم في الولايات العثمانية/ دراسة تاريخية في ضوء معطيات سالنامة وزارة المعارف العثمانية" مع ملحق: "المؤسسات التعليمية والثقافية في الولايات العربية العثمانية" (الملحق ينشر لأول مرة).
10. ي. التعليم في العراق في العهد العثماني/ دراسة تاريخية في ضوء السالنامات العثمانية
11. ك. مدارس الأقليات المسيحية واليهودية في العراق في العهد العثماني/ دراسة تاريخية في ضوء السالنامات العثمانية (ينشر لأول مرة)
12. ل. السلطان عبد الحميد الثاني ودوره في الحفاظ على هوية القدس العربية والإسلامية (ينشر لأول مرة)

3.	الدولة العثمانية في المجال العربي/ دراسة تاريخية في الاوضاع الادارية في ضوء الوثائق والمصادر العثمانية حصرا/ مطلع العهد العثماني – اواسط القرن التاسع عشر، وهو مشروع ضخم يتناول تاريخ البلاد العربية ويشتمل على المحاور الآتية:
1. أ‌.	المقومات والسمات الإدارية العثمانية في الايالات العربية
2. ب. الأساليب الإدارية العثمانية وتطبيقاتها في الايالات العربية
3. ج. الايالات الشامية
4. د. الايالات العراقية
5. هـ. ايالتا مصر والحبشة
6. و. الايالات العثمانية في شبه الجزيرة العربية
7. ز. اوجاقات الغرب والمغرب الاقصى

يقع الكتاب في 680 صفحة من القطع الكبير وصدر عن مركز دراسات الوحدة العربية بيروت 2007.
4.	المؤسسات التعليمية في المشرق العربي العثماني/ دراسة تاريخية احصائية في ضوء الوثائق العثمانية، في 868 صفحة، ارسيكا/ منظمة التعاون الإسلامي، استانبول 2014. استعان في تأليفه بآلاف الوثائق العثمانية.

### أعمال ارشيفية في تاريخ العرب في العهد العثماني
5.	بلاد الشام في الأحكام السلطانية الواردة في دفاتر المهمة، إعداد وترجمة، الجزء الأول، من منشورات لجنة تاريخ بلاد الشام- الجامعة الأردنية، عمان 2005، وهو في 420 صفحة A4، ويتضمن 243 حكما (فرمانا) سلطانيا
6.	بلاد الشام في الأحكام السلطانية الواردة في دفاتر المهمة، إعداد وترجمة، الجزء الثاني، من منشورات لجنة تاريخ بلاد الشام- الجامعة الأردنية، عمان 2006، وهو في 356 صفحة A4 ويتضمن 225 حكما سلطانيا.
7.	بلاد الشام في الأحكام السلطانية الواردة في دفاتر المهمة، إعداد وترجمة، الجزء الثالث/ من منشورات لجنة تاريخ بلاد الشام- الجامعة الأردنية، 2007، وهو في 370 صفحة A4 ويتضمن 220 حكما سلطانيا.
8.	بغداد من خلال وثائق الارشيف العثماني، إعداد وترجمة من اللغة العثمانية، منشورات ارسيكا/ منظمة المؤتمر الإسلامي، 2008
9.	القدس من خلال الصور التاريخية ترجمة من اللغة التركية من إعداد كريم بالجي، منشورات ارسيكا/ منظمة المؤتمر الإسلامي، استانبول 2009
10.	البلاد العربية في الوثائق العثمانية/ النصف الأول من القرن 10 هـ 16م، اعداد وترجمة ودراسة، المجلد الأول، ارسيكا/ منظمة المؤتمر الإسلامي، استانبول 2010، اعيدت طباعته في سنة 2015
11.	البلاد العربية في الوثائق العثمانية/ أواسط القرن 10 هـ 16م، اعداد وترجمة ودراسة، المجلد الثاني، ارسيكا/ منظمة التعاون الإسلامي، استانبول 2011
12.	البلاد العربية في الوثائق العثمانية/ أواخر عهد السلطان سليمان القانوني، اعداد وترجمة ودراسة، المجلد الثالث، ارسيكا/ منظمة التعاون الإسلامي، استانبول 2014
13.	البلاد العربية في الوثائق العثمانية/ الحرمان الشريفان في عهد السلطان سليم الثاني 974هـ1566م-982هـ1574م، اعداد وترجمة ودراسة، المجلد الرابع، ارسيكا/ منظمة التعاون الإسلامي، استانبول 2014
14.	البلاد العربية في الوثائق العثمانية/ الولايات العراقية في عهد السلطان سليم الثاني 974هـ1566م-982هـ1574م، اعداد وترجمة ودراسة، المجلد الخامس قيد الإنجاز
15.	الجزائر في الوثائق العثمانية، ترجمة ملخصات الوثائق، من منشورات دائرة الارشيف العثماني، انقرة 2010
16.	الحرمان الشريفان من خلال الصور التاريخية، ترجمة من العربية إلى التركية، ارسيكا/ منظمة التعاون الإسلامي، استانبول 2013
17.	الموصل من خلال وثائق الارشيف العثماني/ اعداد وتلخيص الوثائق، ارسيكا/ منظمة التعاون الإسلامي، استانبول 2014.

### كتب في مجالات مختلفة
18.	الأتراك في العراق في العهد السلجوقي-رسالة دكتوراه من جامعة آنقرة، 1975 
19.	لمحات من تاريخ التركمان في العراق/ باللغة التركية بغداد 1975
20.	التشريع الضريبي عند العثمانيين لاحمد آق كوندوز، ترجمة عن اللغة التركية، من منشورات لجنة تاريخ بلاد الشام- الجامعة الأردنية، عمان 2003
21.	الأوقاف العثمانية في البلقان: الوقفيات/ بلغاريا، إعداد الوقفيات المكتوبة بالعربية وترجمة ملخصات الوقفيات العثمانية، إرسيكا/ منظمة التعاون الإسلامي، استانبول 2012
22.	الأوقاف العثمانية في اليونان، إعداد الوقفيات المكتوبة بالعربية وترجمة ملخصات الوقفيات العثمانية، قيد الإنجاز
23.	المجاميع المخطوطة في مكتبة طوب قابي سراي بإستانبول/ مودع للنشر في مركز إحياء التراث العلمي العربي بغداد.
24.	 الدونمة/ اليهود المرتدون- ترجمة من التركية/ مركز الدراسات الفلسطينية - بجامعة بغداد.

### كتب في اللغة والادب
25.	تطبيقات لغوية على قواعد اللغة التركية، بغداد 1983
26.	اللغة التركية - قواعد وتطبيقات، بغداد 1984		
27.	تاريخ الأدب التركماني في العراق/ باللغة التركية، بغداد 1984	
28.	قواعد اللغة التركية/1، بغداد 1986
29.	قواعد اللغة التركية/2، الموصل 1987
30.	معجم المصطلحات السياسية والاقتصادية والقانونية والعسكرية - تركي - عربي بغداد 1990
31.	الترجمة بين اللغتين العربية والتركية، بغداد 1992
32.	 اللغة التركية/1، متطلب جامعة، جامعة آل البيت 1999م.
33.	 معجم المصطلحات السياسية والاقتصادية والقانونية والعسكرية - تركي – عربي، عربي- تركي، جاهز للنشر.
34.	 قواعد اللغة التركية للمتعلمين العرب، قيد النشر.
ب- البحوث العلمية:
أولا: دراسات في تاريخ العرب في العهد العثماني
35.	السالنامات العثمانية وأهميتها لتاريخ العراق/ مجلة المورد 1988 مجلد 17عدد 2
36.	التعليم في العراق في العهد العثماني/ دراسة تاريخية في ضوء السالنامات العثمانية/ المجلة التاريخية المغربية/ تونس1990 العدد 57-58.
37.	 تكريت في العهد العثماني/ منشور ضمن كتاب موسوعة تكريت في التاريخ، بغداد 1997.
38.	 السالنامات العثمانية مصدراً لدراسة التاريخ المحلي/ ضمن كتاب دراسات في مصادر تاريخ العرب الحديث - جامعة آل البيت 1998.
39.	 علاقة فيصل بالكماليين في ضوء ما عالجه الباحثون الأتراك، ضمن كتاب بناء الدولة العربية الحديثة، جامعة آل البيت 1999.
40.	 سالنامة وزارة المعارف وأهميتها لدراسة واقع التعليم في البلاد العربية في العهد العثماني، ضمن كتاب العلم والمعرفة في العالم العثماني (إرسيكا) إستانبول 2000.
41.	 الأوضاع الاقتصادية والإدارية للأيالات العربية في القرن السادس عشر – قراءة في أفكار المؤرخ العثماني مصطفى نوري باشا، ضمن كتاب الدولة العثمانية-بدايات ونهايات، جامعة آل البيت 2001.
42.	شرقي الأردن في النظام الإداري العثماني/ دراسة تاريخية في ضوء الوثائق العثمانية، ضمن كتاب: ملتقى عمان الثقافي العاشر، وزارة الثقافة الأردنية 2002
43.	الزعامات المحلية في بلاد الشام في النظام الإداري العثماني/ دراسة تاريخية في ضوء الوثائق والمصادر العثمانية 1516-1832، قيد النشر
44.	التنظيم الإداري للولايات العربية في العهد العثماني/ مبحث في «الكتاب المرجع في تاريخ الامة العربية» إصدار المنظمة العربية للتربية والثقافة والعلوم/ تونس 2007 مجلد 5
45.	النظام القضائي في الولايات العربية في العهد العثماني/ مبحث في «الكتاب المرجع في تاريخ الامة العربية» إصدار المنظمة العربية للتربية والثقافة والعلوم/ تونس 2007 مجلد 5
46.	سليمان شفيق باشا في البلاد العربية، مجلة العرب، الرياض، العدد3-4 السنة 42، أكتوبر- نوفمبر 2006
47.	ملامح الإدارة العثمانية في مصر- دراسة تاريخية في ضوء الوثائق العثمانية- مطلع العهد العثماني- الاحتلال الفرنسي لمصر، ضمن كتاب مصر في العهد العثماني، من منشورات إرسيكا، استانبول 2010
48.	سياسة الدولة العثمانية تجاه العشائر العربية/ جاهز للنشر
49.	الشيخ محمد عبده واصلاح التعليم العثماني/ قيد النشر في/ المجلة التاريخية العربية للدراسات العثمانية/ تونس – 2007
50.	التمثيل العربي في مجلس المبعوثان العثماني/ جاهز للنشر
51.	الدور المحوري لدمشق في بلاد الشام في العهد العثماني/ منشور في كتاب الندوة الدولية دمشق في التاريخ، جامعة دمشق، دمشق 2006
52.	التجاوزات على الاوقاف في بلاد الشام واجراءات الدولة العثمانية تجاهها/ دراسة تاريخية في ضوء الاحكام السلطانية الواردة في دفاتر المهمة منشور ضمن كتاب المؤتمر الدولي السابع لتاريخ بلاد الشام- المجلد الثاني، عمان 2009
53.	ولاية شهرزول/ كركوك – اشكاليات التاريخ والتنظيم الإداري/ مجلة الإخاء/ قارداشلق- بغداد 2007
54.	كركوك في مطلع العهد العثماني في ضوء معطيات دفتر تحرير كركوك لسنة 964هـ/ 1556م/ مجلة سومر 2007
55.	وثيقة عثمانية تكشف عن حقيقة مجهولة: قلعة كركوك صرح عثماني، مجلة الإخاء/ قارداشلق، استانبول 2012
56.	القانون الاساسي وجمعية الاتحاد والترقي في منظور الشيخ محمد رشيد رضا، ضمن كتاب بحوث المؤتمر الدولي حول المشروطية الثانية في الذكرى المئوية، من منشورات إرسيكا، استانبول 2012
57.	العرب والبلاد العربية في منظور سليمان شفيق كمالي باشا/ مجلة «الدارة» السعودية، العدد 1 السنة 36، الرياض محرم 1431هـ 
58.	ظاهرة انتشار التعليم في القدس في ضوء التنافس العثماني – الأجنبي، ضمن كتاب بحوث المؤتمر الدولي حول القدس في العهد العثماني، من منشورات إرسيكا، استانبول 2012
59.	سياسة الدولة العثمانية تجاه القدس نظرة شمولية في ضوء وثائق الأرشيف العثماني والمصادر العثمانية حصرا 1516- 1917م/ قيد النشر
60.	المغرب الاقصى بين الاستقلال والتبعية: العهد السعدي نموذجا/ دراسة تاريخية في ضوء الأحكام السلطانية الواردة في دفاتر المهمة، ضمن كتاب بحوث الندوة الدولية حول المغارب والبحر الابيض المتوسط الغربي في العصر العثماني، إرسيكا، استانبول 2013
61.	 حول الرسائل المتبادلة بين السلطان العثماني سليمان القانون والامراء السعديين في المغرب العربي، ضمن كتاب بحوث المؤتمر الدولي حول الحضارة الإسلامية في البحر الابيض المتوسط، إرسيكا، استانبول 2013
62.	 أوليا جلبي في أزقة بغداد، باللغة التركية منشور ضمن كتاب:
(Evliya Celebi Atlasi)، استانبول 2013
63.	 بغداد في عهد أوليا جلبي، باللغة التركية منشور ضمن كتاب:
(Evliya Celebi’nin Sehirleri) استانبول 2013
64.	 إمارة الحج في العهد العثماني/ قيد النشر في موسوعة مؤسسة الحج/ دارة الملك عبد العزيز/ الرياض
65.	 قوافل الحج في العهد العثماني/ قيد النشر في موسوعة مؤسسة الحج/ دارة الملك عبد العزيز/ الرياض
66.	 أهمية وثائق وزارة المعارف العثمانية في دراسة تاريخ التعليم في العراق في العهد العثماني، ضمن كتاب «العراق في الوثائق العثمانية» من منشورات بيت الحكمة/ بغداد 2012
67.	 مؤسسات التعليم العالي في المشرق العربي العثماني/ دراسة تاريخية في ضوء الوثائق العثمانية، مجلة ارسيكا، مجلد،1 عدد 1، استانبول 2013
68.	 وثائق عثمانية نادرة تكشف عن: أول إنجاز عثماني في مجال إمداد النجف بالماء، قيد النشر في مجلة جامعة الكوفة
ثانيا: دراسات مختلفة:
69.	العلوم الإسلامية عند العرب/ مترجم عن التركية، مجلة المورد 1973-1974.
70.	السياسة السلجوقية في العراق/ مجلة المؤرخ العربي، بغداد 1981، ج 18.
71.	 علاقة السلاجقة بالخلافة العباسية (429-447هـ)، مجلة آداب المستنصرية-جامعة المستنصرية، بغداد 1984 عدد 9.
72.	ديوان لغات الترك وأهميته للدراسات التاريخية، ضمن الكتاب التذكاري للسيد مقبول أحمد، جامعة آل البيت 1999.
73.	مصطلحات عثمانية: باشا، بك، جلبي، أفندي، مجلة البيان– جامعة آل البيت، مجلد2، عدد3، 1999.
74.	مصطلحات عثمانية: الأعيان، مجلة البيان – جامعة آل البيت، مجلد 2، عدد4، 2000.
75.	مصطلحات عثمانية: البكلر بكي والسنجق بكي، مجلة البيان – جامعة آل البيت، مجلد 3، عدد 1، 2001.
76.	 مصطلحات عثمانية: الأوراق والوثائق الرسمية العثمانية، مجلة البيان – جامعة آل البيت، مجلد 3، عدد 2، 2001.
77.	مصطلحات عثمانية في التربية والتعليم، مجلة البيان – جامعة آل البيت، مجلد 3، عدد3، 2002.
78.	مصطلحات عثمانية: خط وأرقام السياقة، مجلة البيان – جامعة آل البيت، مجلد 3، عدد 4، 2002.
79.	مصطلحات عثمانية: القانوننامات العثمانية، مجلة البيان – جامعة آل البيت، مجلد 4، عدد1، 2003.
80.	مصطلحات عثمانية: دفاتر المهمة عند العثمانيين، مجلة البيان – جامعة آل البيت، مجلد 4، عدد 2، 2004.
81.	مصطلحات عثمانية: المصطلحات القضائية عند العثمانيين، مجلة البيان – جامعة آل البيت، مجلد 4، عدد 3، 2005.
82.	مدرسة العشيرة في استانبول/ دراسة تاريخية/ جاهز للنشر
83.	دار الفنون وقصة تأسيس أول جامعة عثمانية/ جاهز للنشر
84.	الحرم والحريم عند العثمانيين/ جاهز للنشر
85.	الدَوشيرمة: ضريبة دم أم تجنيد الزامي؟ مجلة البيان – جامعة آل البيت، مجلد 5، عدد 1، 2007.
86.	الأتراك في العراق حتى الغزو المغولي (باللغة التركية)، موسوعة (الأتراك-Turkler) نشر Yeni Turkiye آنقرة 2002.
87.	عمادالدين زنكي واتابكية الموصل،(باللغة التركية)، موسوعة (الأتراك-Turkler) نشر Yeni Turkiye آنقرة 2002.
88.	 اتابكية أربيل،(باللغة التركية)، موسوعة (الأتراك-Turkler) نشر yeni Turkiye آنقرة 2002. وموسوعة تاريخ الترك العام- نشر Yeni Turkiye آنقرة 2002
89.	انتشار الإسلام في آسيا الصغرى- جاهز للنشر
90.	التعليم في ولاية قوصوة العثمانية/ دراسة تاريخية في ضوء سالنامة المعارف، قيد النشر باللغة الالبانية في قوصوة (كوسوفا)
91.	صورة الدولة العثمانية في القرنين السادس عشر والسابع عشر في كتابات نقـولا زيادة، منشور ضمن كتاب نقـولا زيادة في ميزان التاريخ، منشورات البنك العربي، عمان 2008
ثالثا: المخطوطات العربية وفهرستها:
92.	المخطوطات العربية في مكتبة طوب قابي سرايي بإستانبول - 
القسم الأول: المخطوطات التاريخية - مجلة المورد بغداد 1975 العدد 2 مجلد 4.
93.	القسم الثاني: المخطوطات التاريخية (2)- مجلة المورد بغداد 1975 العدد 4 مجلد 4.
94.	القسم الثالث: كتب التراجم والجغرافية والرحلات- مجلة المورد بغداد 1976 العدد 2 مجلد 5.
95.	القسم الرابع: علوم اللغة العربية (1) مجلة المورد بغداد 1976 العدد 3 مجلد 5.
96.	القسم الخامس: علوم اللغة العربية (2) مجلة المورد بغداد 1976 العدد 4 مجلد 5.
97.	القسم السادس: الكتب العلمية (1) مجلة المورد بغداد 1977 العدد 4 مجلد 6.
98.	القسم السابع: الكتب العلمية (2) مجلة المورد بغداد 1978 العدد 3 مجلد 7.
99.	القسم الثامن: علوم اللغة العربية (3) مجلة المورد 1980 العدد 2 مجلد 9.
100.	مكتبات المخطوطات العربية في إستانبول/ مجلة معهد المخطوطات العربية، القاهرة، 1996، مجلد 40، جزء 2.
رابعا: دراسات في اللغة والأدب:
101.	الجملة في اللغة التركية/ مجلة كلية الآداب - جامعة بغداد 1980.
102.	الإضافات الاسمية في اللغتين العربية والتركية، باللغة التركية، مجلة (النتاج العلمي لكلية اللغات) بغداد 1990، العدد1.
103.	الضمائر في اللغة التركية والطلبة العرب - باللغة التركية، مجلة النتاج العلمي لكلية اللغات) بغداد، 1990، العدد 4.
104.	 الرصافي: اعتراضات على استخدام العثمانيين للمفردات العربية/ مجلة البيان، جامعة آل البيت، 1998 مجلد 1، عدد 4.
105.	 الشاعر التركي نسيم البغدادي وآثاره المخطوطة/ مقدم لمؤتمر اللغة الأذربيجانية/ باكو.
106.	آراء المؤرخ العراقي عباس العزاوي في اللغة والأدب الأذربيجاني/ مقدم لمؤتمر اللغة الأذربيجانية/ باكو.
خامسا: عروض نقدية للكتب
107.	الدولة العثمانية- تاريخ وحضارة، عرض كتاب، مجلة البيان – جامعة آل البيت، مجلد 3، عدد 1، 2001.
108.	 معجم مشوّه للمصطلحات العثمانية/ مراجعة نقدية لأحد المعاجم المتعلقة بالمصطلحات العثمانية/ المجلة التاريخية العربية للدراسات العثمانية/ تونس – العدد 28، تشرين الأول 2003.
109.	 فلاحو ناحية البترون- قراءة خاطئة للتاريخ العربي/ المجلة التاريخية العربية للدراسات العثمانية/ تونس – العدد 31، كانون الأول 2005.
110.	 أستاذ جامعي يسطو على كتاب ترجمه/ المجلة التاريخية المغاربية – العدد 122، مارس/ اذار 2006
111.	 قراءة في كتاب: الحركة القومية العربية بعيون عثمانية 1908 – 1918/ مجلة المستقبل العربي، بيروت، العدد 328، 6/ 2006.